# Росс, Юхан Карлович
Юхан Карлович Росс (эст. Juhan Ross; 14 августа 1925, Абури, Ляэне-Вирумаа — 21 июня 2002, Тарту) — советский и эстонский учёный в области физики атмосферы и физиологии сельскохозяйственных растений, академик Всесоюзной академии сельскохозяйственных наук имени Ленина (1988). Академик Эстонской академии наук (1993).

## Биография
Родился в семье школьных учителей.
Учился в Раквереской гимназии до мобилизации в ноябре 1943 года.
Служил в пехотном полку JR 200 («финские парни»).
В 1945 году окончил Ракверескую среднюю школу с серебряной медалью.
В 1951 году окончил Тартуский государственный университет.
Работал в Институте астрофизики и физики атмосферы в Тарту: младший научный сотрудник (1951—1957), старший научный сотрудник (1957—1958), с 1958 г. зав. сектором физики атмосферы.
Кандидат физико-математических наук (1957), старший научный сотрудник (1963), доктор физико-математических наук (1971), профессор по кафедре геофизики (1978). Академик ВАСХНИЛ (1988). Иностранный член РАСХН (1992). Академик Эстонской академии наук (1993).

## Сочинения
- Радиационный режим и архитектоника растительного покрова / Ю. К. Росс. — Л. : Гидрометеоиздат, 1975. — 342 с. : ил.
- Bikhele Z. N., Moldau Kh. A., Ross J. K. Mathematical Modeling of Plant Transpiration and Photosynthesis under Conditions of Insufficient Soil Moisture. NASA Technical Translation NASA TT-20919, Washington D.C., 1991.
- Ross J. The radiation Regime and Architecture of Plant Stands. The Hague — Boston — London: Dr. W. Junk Publishers, 1981.
- Myneni R. B., Ross J. (Eds). Photon-Vegetation Interactions. Berlin-Heidelberg: Springer Verlag, 1991.
- Hari P., Ross J., Mecke M. (Eds). Production Process of Scots Pine: Geographical Variation and Models. Acta Forestalia Fennica, 1996.

## Семья
Жена — Maimo Ross, сыновья Kaarel и Jaan.